# صموئيل جي. رايت
صموئيل جي. رايت (بالإنجليزية: Samuel G. Wright)‏ هو سياسي أمريكي، ولد في 18 نوفمبر 1781، وتوفي في 30 يوليو 1845. انتخب عضو مجلس النواب الأمريكي.